# Fićin kombi

Fićin kombi (Zastava 430, 435, 850 i 900) je vozilo proizvedeno u Jugoslaviji. Kombi se proizvodio u Somboru od strane Zastave koristeći Italijansku licencu za Fiat 600T i Fiat 900T. Fićin kombi je u putarskoj verziji imao 8 mesta za sedenje, verzija putar-sandučar ima 5 mesta, a verzija sa sandukom ima samo 2 mesta. Kombi je po fabričkoj specifikaciji mogao da pored 8 putnika poveze još 80kg tereta.
Fabrička oprema fićinog kombija je bila osnovna. Grejanje je radilo na toplotu iz motornog prostora, 2 pojasa, leptir prozore napred i kurblu (neki modeli su dolazili i sa audio sistemom).
Svaki kombi koji je imao 3/4 vrata je imao vrata za ulaz putnika sa desne strane vozila, srednji red sedišta se obara na pola (samo naslon) ili kao celo sedište (paralelno uz naslon prednje klupe), ovo je pružalo mogućnost transporta kabastih stvari čak i u putarskim verzijama. 

## Nastanak modela
Rukovodstvo Zavoda Crvena zastava, predvodjeno direktorom Prvoslavom Rakovićem krajem 1960-ih godina je tragalo za novim modelom vozila kako bi upotpunili proizvodni program Zastava automobila, čija se proizvodnja i prodaja tih godina kretala uzlanznom putanjom i iz godine u godinu beležila rast. Oni su želili da svoj proizvodni program upotpune Mono-Volumenom, koji bi se našao izmedju Zastave 750, malog gradskog automobila i Zastave 1100T koji je bio veći transportni kombi. 
Fiat 1968. godine prestaje sa proizvodnjom modela Fiat 600T i Zastava automobili kupuju licencu za proizvodnju istog 1970. godine. 

## Proizvodnja
Otvaranjem nove fabrike Zastava specijalna vozila Sombor 1970. proizvodnja prvog modela Zastava 430 počinje, a 1990. godine početkom rata u bivšoj Jugoslaviji se proizvodnja završava modelom Zastava 900. 
Proizvodnja fićinog kombija se svodila na sklapanje delova koji su dobavljani širom Jugoslavije. 
Delovi su dobavljani iz sledećih mesta:
Italija - "Fiat"  limarija / karoserija
Severna Makedonija, Ohrid - "Heroj Toza Dragović"
Srbija, Kragujevac - "21.oktobar" svetlosna oprema
Srbija, Rakovica - "21.maj" motori
Bosna i Hercegovina, Banja Luka - "Rudi Čajavec"
Hrvatska, Split - "Jugoplastika" (najveći kooperant, isporučivali su ~100 delova)
Slovenija, Ljubljana - "Saturnus" svetlosna oprema
Slovenija, Nova Gorica - "Iskra" električni pokretači i alternatori

## Zastava 430 K / F / AF / AP / AL
Zastava 430 K je prvi model fićinog kombija. Kopija Fiat-a 600T sa motorom zapremine 767cc.
Najviše se razlikuje od drugih modela kombija zbog svog nižeg krova i spuštenog vetrobranskog stakla, ovaj model (za razliku od ostalih) ima okrugle farove i okrugle prednje žmigavce kao i stari tip volana.
Motor od 767cc je isti kao u autu Zastava 750 S, razvijao je maksimalnu brzinu od 95 km/h, 22 kW (30ks) na 5400rpm i 51 Nm na 3600rpm. Koristio se karburator Weber ili Holey Europea (licenca Weber) tipa 28 ICP6 ili Solex C 28 PIB-3, svi sa uredjajem za pokretanje na hladno sa postepenim delovanjem.
Zastava 430 F je varijanta kombija sa sandukom.
Zastava 430 AF je varijanta kombija sa odvojenom kabinom i tovarnim prostorom bez sedišta, tzv. furgon.
Zastava 430 AP je varijanta kombija sa 5 mesta za sedenje i sandukom.
Zastava 430 AL je Luxe varijanta kombija.

## Zastava 435 K / F / AF / AP / AL
Zastava 435 K je drugi model tj, restajling fićinog kombija. Zastava 435 K je imala motor zapremine 848cc, podignut krov, nove kockaste farove i novo, veće, vetrobransko staklo.
Sedišta su ostala ista kao na Zastavi 430, klupa u prvom i zadnjem redu, a odvojena sedišta u sredini sa preklopljivim naslonom i dnom.
Motor od 848cc je razvijao maksimalnu brzinu od 102 km/h, 25 kW (33ks). Koristio se karburator IPM30MGV za ovaj model, a prenos menjača je bio 8/43.
Zastava 435 F je varijanta kombija sa sandukom.
Zastava 435 AF je varijanta kombija sa odvojenom kabinom i tovarnim prostorom bez sedišta, tzv. furgon.
Zastava 435 AP je varijanta kombija sa 5 mesta za sedenje i sandukom.
Zastava 435 AL je Luxe varijanta kombija.

## Zastava 850 AK / F / AF / AP / AL
Zastava 850 AK je restajling modela 435 K sa motorom od 848cc, kombi dobija disk kočnice na prednjim točkovima, nova pravougaona štop svetla, polica oko instrument table se prostire od vrata do vrata, prednja klupa sada postaje dva odvojena sedišta sa sigurnosnim pojasevima i prozori u srednjem redu sedišta više ne mogu da se otvore.
Motor od 848cc je razvijao maksimalnu brzinu od 110 km/h, 25 kW (33ks). Koristio se karburator IPM30MGV za ovaj model, a prenos menjača je bio 8/43.
Zastava 850 F je varijanta kombija sa sandukom.
Zastava 850 AF je varijanta kombija sa odvojenom kabinom i tovarnim prostorom bez sedišta, tzv. furgon.
Zastava 850 AP je varijanta kombija sa 5 mesta za sedenje i sandukom.
Zastava 850 AL je Luxe varijanta kombija.

## Zastava 900 AK / F / AF / AP / AL
Zastava 900 AK je model kombija sa motorom od 903cc iz Zastave Yugo.
Zadržava sve iste karakteristike kao i Zastava 850 model kombija, ali prednja sedišta dobijaju naslone za glavu.
Motor od 903cc je razvijao maksimalnu brzinu od 120 km/h, 33kW (45ks). Koristio se karburator IPM30MGV za ovaj model, a prenos menjača je bio 8/43.
Zastava 900 F je varijanta kombija sa sandukom.
Zastava 900 AF je varijanta kombija sa odvojenom kabinom i tovarnim prostorom bez sedišta, tzv. furgon.
Zastava 900 AP je varijanta kombija sa 5 mesta za sedenje i sandukom.
Zastava 900 AL je Luxe varijanta kombija. Sedišta su kvalitetnija, tapaciri su bolji i kombi dobija bolju zvučnu izolaciju.

## Tehničke karakteristike
| Model       | Motor | Snaga         | Obrtni momenat | Promer karburatora | Prenos menjača | Prečnik i hod klipa | Stepen kompresije |
| ----------- | ----- | ------------- | -------------- | ------------------ | -------------- | ------------------- | ----------------- |
| Zastava 430 | 767cc | 22kW - 30ks   | 51Nm           | 28mm               | 8/43           | 62x63,5 mm          | 7,5               |
| Zastava 435 | 848cc | 25.7kW - 35ks | 55Nm           | 30mm               | 8/43           | 63x68 mm            | 9                 |
| Zastava 850 | 848cc | 25.7kW - 35ks | 55Nm           | 30mm               | 8/43           | 63x68 mm            | 9                 |
| Zastava 900 | 903cc | 33kW - 45ks   | 62Nm           | 30mm               | 8/43           | 65x68 mm            | 9                 |

## Spoljašnje veze
- Fićinim kombijem 2.500 km kroz bivšu Jugoslaviju
- Zastava AK 850 iliti Fića Kombi на веб-сајту
- KombiNacija - projekat на веб-сајту